# Roger Mira i Aparicio

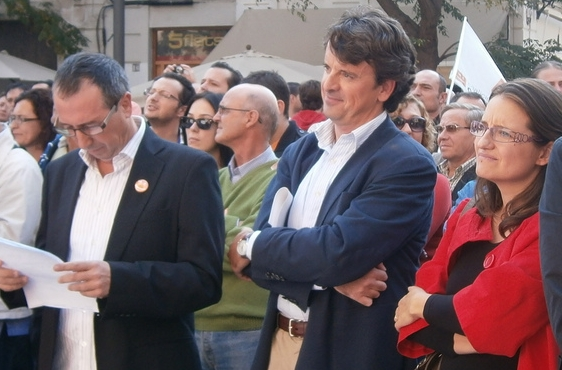
Roger Mira junt a Joan Baldoví i Mónica Oltra, durant un míting de Compromís l'octubre de 2011.

Roger Mira i Aparicio (Castelló de la Plana, 26 de març de 1969) és un empresari i polític valencià, fill de l'intel·lectual Joan Francesc Mira. Es va llicenciar en filologia anglesa el 1993.
És propietari d'una empresa exportadora de productes ceràmics creada el 2001 amb seu a Castelló de la Plana, Roger Mira Tile Agencies, que exporta al mercat del Regne Unit i Irlanda. El 1994 va rebre el 1r Premi de Creació d'Empreses, atorgat per la Cambra de Castelló.
Militant del Bloc Nacionalista Valencià des de 2007, a les eleccions generals espanyoles de 2011 va ser el candidat de la Coalició Compromís per la província de Castelló, obtenint 11.857 vots (4%) en tota la província. Des del 6é Congrés Nacional del BLOC, celebrat la tardor de 2012, és membre del Consell Nacional d'aquesta formació. Al 2013 va ser secretari comarcal de Compromís de la Plana Alta-l'Alcalatén.
Des de 2017 és secretari general del partit de centre valencianista Demòcrates Valencians.